# Gustav Navrátil
Gustav Navrátil (15. října 1875 Mezimostí nad Lužnicí – 1936) ,byl český odborář a československý politik, meziválečný poslanec a senátor Národního shromáždění republiky Československé za Československou národní demokracii.

## Biografie
Narodil se v Mezimostí nad Lužnicí, ale od časného mládí žil v Praze. Vychodil zde obecnou školu i Malostranské gymnázium. Po studiích nastoupil k železnici jako úředník. Roku 1898 byl přeložen na ředitelství státních drah do Prahy. Byl aktivní v odborovém hnutí. V roce 1908 se stal předsedou Spolku českých úředníků železničních a v této funkci setrval dlouhodobě (uvádí se v ní ještě k roku 1935). Angažoval se ve vyjednávání o mzdových otázkách. Spoluzakládal Ligu slovanských organizací coby střechový orgán českých, slovinských a polských odborových organizací na železnici. Ve volbách do Říšské rady roku 1911 kandidoval za mladočechy a české národní sociály do rakouského parlamentu v obvodu Praha-Libeň. Porazil ho ale těsně sociální demokrat Antonín Němec.
Na světové války byl v kontaktu s generálním tajemníkem mladočeské strany Františkem Sísem, který udržoval styky ze zahraničním českým odbojem. Na sklonku války 9. září 1918 prohlásil na veřejné schůzi železničářů na Žofíně, že „nálada českých železničářů není stísněná, naopak jest bojovná, nálada naše jest revoluční“. Schůze pak byla policií rozpuštěna. Navrátil byl po intervenci českého místodržícícho Maxe Julia Coudenhoveho obžalován a zatčen pro vzpouru. Ač nebyl vojákem, byl eskortován do haličského Sanoku, pak do tyrolského Tridentu a podroben vojenskému výcviku s cílem nastoupit na italskou frontu. Díky přímluvě poslance Isidora Zahradníka byl z Tyrolska přeložen do vojenského tábora u Lince. Odtud po vyhlášení československé samostatnosti prchl 29. října do Čech.
V letech 1918-1920 zasedal v Revolučním národním shromáždění. V parlamentních volbách v roce 1920 získal poslanecké křeslo v Národním shromáždění. Mandát v parlamentních volbách v roce 1925 obhájil. Podle údajů k roku 1927 byl povoláním vrchním inspektorem státních drah v Praze. Pak přešel do horní komory parlamentu. V parlamentních volbách v roce 1929 získal senátorské křeslo v Národním shromáždění. V senátu setrval do roku 1935. V polovině 20. let se uvádí jako člen zemského i ústředního výboru národně demokratické strany. V roce 1930 patřil do stranického křídla takzvaných integrálních nacionalistů, které se snažil pro své mocenské účely neúspěšně využít František Hlaváček. V parlamentu se dlouhodobě zabýval otázkami zaměstnaneckými a mzdovými. Ve volbách v roce 1935 nekandidoval, protože vyslyšel výzvy strany, aby starší politici uvolnili místo mladším.
Po několik let zastával funkci starosty Českého svazu úřednických spolků.